# Ньюбург (Міссурі)
Ньюбург (англ. Newburg) — місто (англ. city) в США, в окрузі Фелпс штату Міссурі. Населення — 333 особи (2020).

## Географія
Ньюбург розташований за координатами 37°55′0″ пн. ш. 91°54′0″ зх. д. / 37.91667° пн. ш. 91.90000° зх. д. (37.916656, -91.899906).  За даними Бюро перепису населення США в 2010 році місто мало площу 1,59 км², з яких 1,57 км² — суходіл та 0,02 км² — водойми. В 2017 році площа становила 1,69 км², з яких 1,67 км² — суходіл та 0,02 км² — водойми.

### Клімат
| Клімат : Ньюбург      | Клімат : Ньюбург | Клімат : Ньюбург | Клімат : Ньюбург | Клімат : Ньюбург | Клімат : Ньюбург | Клімат : Ньюбург | Клімат : Ньюбург | Клімат : Ньюбург | Клімат : Ньюбург | Клімат : Ньюбург | Клімат : Ньюбург | Клімат : Ньюбург | Клімат : Ньюбург |
| Показник              | Січ.             | Лют.             | Бер.             | Квіт.            | Трав.            | Черв.            | Лип.             | Серп.            | Вер.             | Жовт.            | Лист.            | Груд.            | Рік              |
| Середній максимум, °C | 4,4              | 7,8              | 13,3             | 19,4             | 23,9             | 28,9             | 31,7             | 31,1             | 26,7             | 20,6             | 13,3             | 6,1              | 19,0             |
| Середній мінімум, °C  | −6,1             | −3,9             | 1,1              | 6,7              | 12,8             | 17,8             | 20,0             | 19,4             | 13,9             | 7,8              | 2,2              | −3,9             | 7,4              |
| Норма опадів, мм      | 43               | 49               | 89               | 99               | 113              | 93               | 99               | 93               | 88               | 83               | 104              | 73               | 1026             |
| --------------------- | ---------------- | ---------------- | ---------------- | ---------------- | ---------------- | ---------------- | ---------------- | ---------------- | ---------------- | ---------------- | ---------------- | ---------------- | ---------------- |
| Джерело:              |                  |                  |                  |                  |                  |                  |                  |                  |                  |                  |                  |                  |                  |

## Демографія
Згідно з переписом 2010 року, у місті мешкало 470 осіб у 197 домогосподарствах у складі 120 родин. Густота населення становила 295 осіб/км².  Було 271 помешкання (170/км²).
Расовий склад населення:
| - 98,7 % — білих - 0,2 % — корінних американців - 0,2 % — азіатів |

До двох чи більше рас належало 0,9 %. Частка іспаномовних становила 1,1 % від усіх жителів.
За віковим діапазоном населення розподілялося таким чином: 24,5 % — особи молодші 18 років, 57,8 % — особи у віці 18—64 років, 17,7 % — особи у віці 65 років та старші. Медіана віку мешканця становила 38,0 року. На 100 осіб жіночої статі у місті припадало 93,4 чоловіків;  на 100 жінок у віці від 18 років та старших — 100,6 чоловіків також старших 18 років.
Середній дохід на одне домашнє господарство  становив 31 317 доларів США (медіана — 22 375), а середній дохід на одну сім'ю — 38 798 доларів (медіана — 31 500). За межею бідності перебувало 38,5 % осіб, у тому числі 39,8 % дітей у віці до 18 років та 34,8 % осіб у віці 65 років та старших.
Цивільне працевлаштоване населення становило 189 осіб. Основні галузі зайнятості: освіта, охорона здоров'я та соціальна допомога — 31,7 %, роздрібна торгівля — 14,8 %, публічна адміністрація — 12,2 %.